# Första omgången av Copa Libertadores 2015
Första omgången av Copa Libertadores 2015 spelas mellan den 3 och 12 februari 2015. Tolv fotbollslag deltar i denna omgång där man spelar i cupformat; två lag möts i respektive lag hemarena där det ackumulerade slutresultatet efter två matcher avgör vem som kvalificerar sig till andra omgången av Copa Libertadores 2015.

## Matchresultat
| Första omgången – 12 deltagande klubblag | Första omgången – 12 deltagande klubblag | Första omgången – 12 deltagande klubblag | Första omgången – 12 deltagande klubblag | Första omgången – 12 deltagande klubblag |
| ---------------------------------------- | ---------------------------------------- | ---------------------------------------- | ---------------------------------------- | ---------------------------------------- |
| Lag 1                                    | Totalt                                   | Lag 2                                    | Möte 1                                   | Möte 2                                   |
| Alianza Lima                             | 0–4                                      | Huracán                                  | 0–4                                      | 0–0                                      |
| Independiente                            | 1–4                                      | Estudiantes                              | 1–0                                      | 0–4                                      |
| Deportivo Táchira                        | 4–3                                      | Cerro Porteño                            | 2–1                                      | 2–2                                      |
| Monarcas Morelia                         | 1–3                                      | The Strongest                            | 1–1                                      | 0–2                                      |
| Palestino                                | 0002–2 (BM)                              | Nacional                                 | 1–0                                      | 1–2                                      |
| Corinthians                              | 5–1                                      | Once Caldas                              | 4–0                                      | 1–1                                      |

### Alianza Lima mot Huracán
| G1.1            | 3 februari      | Alianza Lima | 0 – 4   | Huracán                               | Estadio Alejandro Villanueva |            |
| 19:15 UTC−05:00 | 19:15 UTC−05:00 |              | (0 – 2) | 4′ Ábila 38′ Gamarra 75′, 79′ Toranzo | Lima, Peru                   | Lima, Peru |
| 19:15 UTC−05:00 | 19:15 UTC−05:00 |              |         |                                       | Lima, Peru                   | Lima, Peru |
| 19:15 UTC−05:00 | 19:15 UTC−05:00 |              |         |                                       | Lima, Peru                   | Lima, Peru |

| G1.2            | 10 februari     | Huracán | 0 – 0 | Alianza Lima | Estádio Tomás Adolfo Ducó |                         |
| 19:15 UTC−03:00 | 19:15 UTC−03:00 |         |       |              | Buenos Aires, Argentina   | Buenos Aires, Argentina |
| 19:15 UTC−03:00 | 19:15 UTC−03:00 |         |       |              | Buenos Aires, Argentina   | Buenos Aires, Argentina |
| 19:15 UTC−03:00 | 19:15 UTC−03:00 |         |       |              | Buenos Aires, Argentina   | Buenos Aires, Argentina |

### Independiente mot Estudiantes
| G2.1            | 5 februari      | Independiente | 1 – 0   | Estudiantes | Estadio Rumiñahui  |                    |
| 19:15 UTC−05:00 | 19:15 UTC−05:00 | Pineida 79′   | (0 – 0) |             | Sangolquí, Ecuador | Sangolquí, Ecuador |
| 19:15 UTC−05:00 | 19:15 UTC−05:00 |               |         |             | Sangolquí, Ecuador | Sangolquí, Ecuador |
| 19:15 UTC−05:00 | 19:15 UTC−05:00 |               |         |             | Sangolquí, Ecuador | Sangolquí, Ecuador |

| G2.2            | 12 februari     | Estudiantes                                      | 4 – 0   | Independiente | Estadio Ciudad de La Plata                        |                                                   |
| 21:45 UTC−03:00 | 21:45 UTC−03:00 | Desábato 12′, 50′ Carrillo 28′ Mina 90+1′ (sjm.) | (2 – 0) |               | La Plata, Argentina Domare: Enrique Osses (Chile) | La Plata, Argentina Domare: Enrique Osses (Chile) |
| 21:45 UTC−03:00 | 21:45 UTC−03:00 |                                                  |         |               | La Plata, Argentina Domare: Enrique Osses (Chile) | La Plata, Argentina Domare: Enrique Osses (Chile) |
| 21:45 UTC−03:00 | 21:45 UTC−03:00 |                                                  |         |               | La Plata, Argentina Domare: Enrique Osses (Chile) | La Plata, Argentina Domare: Enrique Osses (Chile) |

### Deportivo Táchira mot Cerro Porteño
| G3.1            | 4 februari      | Deportivo Táchira   | 2 – 1   | Cerro Porteño | Estadio Polideportivo de Pablo Nuevo |                          |
| 21:45 UTC−04:30 | 21:45 UTC−04:30 | López 11′ Rojas 18′ | (2 – 0) | 49′ Fabbro    | San Cristóbal, Venezuela             | San Cristóbal, Venezuela |
| 21:45 UTC−04:30 | 21:45 UTC−04:30 |                     |         |               | San Cristóbal, Venezuela             | San Cristóbal, Venezuela |
| 21:45 UTC−04:30 | 21:45 UTC−04:30 |                     |         |               | San Cristóbal, Venezuela             | San Cristóbal, Venezuela |

| G3.2            | 11 februari     | Cerro Porteño                   | 2 – 2   | Deportivo Táchira | Estadio General Pablo Rojas |                    |
| 18:30 UTC−03:00 | 18:30 UTC−03:00 | Fabbro 39′ (str.) Domínguez 60′ | (1 – 0) | 55′, 61′ Rivas    | Asunción, Paraguay          | Asunción, Paraguay |
| 18:30 UTC−03:00 | 18:30 UTC−03:00 |                                 |         |                   | Asunción, Paraguay          | Asunción, Paraguay |
| 18:30 UTC−03:00 | 18:30 UTC−03:00 |                                 |         |                   | Asunción, Paraguay          | Asunción, Paraguay |

### Monarcas Morelia mot The Strongest
| G4.1            | 3 februari      | Monarcas Morelia | 1 – 1   | The Strongest | Estadio Morelos |                 |
| 20:30 UTC−06:00 | 20:30 UTC−06:00 | Depetris 35′     | (1 – 1) | 8′ Escobar    | Morelia, Mexiko | Morelia, Mexiko |
| 20:30 UTC−06:00 | 20:30 UTC−06:00 |                  |         |               | Morelia, Mexiko | Morelia, Mexiko |
| 20:30 UTC−06:00 | 20:30 UTC−06:00 |                  |         |               | Morelia, Mexiko | Morelia, Mexiko |

| G4.2            | 10 februari     | The Strongest    | 2 – 0   | Monarcas Morelia | Estadio Hernando Siles |                 |
| 20:45 UTC−04:00 | 20:45 UTC−04:00 | Escobar 85′, 88′ | (0 – 0) |                  | La Paz, Bolivia        | La Paz, Bolivia |
| 20:45 UTC−04:00 | 20:45 UTC−04:00 |                  |         |                  | La Paz, Bolivia        | La Paz, Bolivia |
| 20:45 UTC−04:00 | 20:45 UTC−04:00 |                  |         |                  | La Paz, Bolivia        | La Paz, Bolivia |

### Palestino mot Nacional
| G5.1            | 5 februari      | Palestino   | 1 – 0   | Nacional | Estadio Municipal de La Cisterna |                               |
| 19:45 UTC−03:00 | 19:45 UTC−03:00 | Rosende 69′ | (0 – 0) |          | Santiago, Chile Publik: 5 964    | Santiago, Chile Publik: 5 964 |
| 19:45 UTC−03:00 | 19:45 UTC−03:00 |             |         |          | Santiago, Chile Publik: 5 964    | Santiago, Chile Publik: 5 964 |
| 19:45 UTC−03:00 | 19:45 UTC−03:00 |             |         |          | Santiago, Chile Publik: 5 964    | Santiago, Chile Publik: 5 964 |

| G5.2            | 12 februari     | Nacional                      | 2 – 1   | Palestino | Estadio Gran Parque Central                         |                                                     |
| 20:15 UTC−02:00 | 20:15 UTC−02:00 | Lanaro 41′ (sjm.) Pereiro 44′ | (2 – 1) | Ramos 37′ | Montevideo, Uruguay Domare: Héber Lopes (Brasilien) | Montevideo, Uruguay Domare: Héber Lopes (Brasilien) |
| 20:15 UTC−02:00 | 20:15 UTC−02:00 |                               |         |           | Montevideo, Uruguay Domare: Héber Lopes (Brasilien) | Montevideo, Uruguay Domare: Héber Lopes (Brasilien) |
| 20:15 UTC−02:00 | 20:15 UTC−02:00 |                               |         |           | Montevideo, Uruguay Domare: Héber Lopes (Brasilien) | Montevideo, Uruguay Domare: Héber Lopes (Brasilien) |

### Corinthians mot Once Caldas
| G6.1            | 4 februari      | Corinthians                                | 4 – 0   | Once Caldas | Arena Corinthians                   |                                     |
| 22:00 UTC−02:00 | 22:00 UTC−02:00 | Emerson 1′ Felipe 54′ Elias 69′ Fagner 78′ | (1 – 0) |             | São Paulo, Brasilien Publik: 36 236 | São Paulo, Brasilien Publik: 36 236 |
| 22:00 UTC−02:00 | 22:00 UTC−02:00 |                                            |         |             | São Paulo, Brasilien Publik: 36 236 | São Paulo, Brasilien Publik: 36 236 |
| 22:00 UTC−02:00 | 22:00 UTC−02:00 |                                            |         |             | São Paulo, Brasilien Publik: 36 236 | São Paulo, Brasilien Publik: 36 236 |

| G6.2            | 11 februari     | Once Caldas        | 1 – 1   | Corinthians | Estadio Palogrande  |                     |
| 19:00 UTC−05:00 | 19:00 UTC−05:00 | Arango Ambulla 51′ | (0 – 1) | 14′ Elias   | Manizales, Colombia | Manizales, Colombia |
| 19:00 UTC−05:00 | 19:00 UTC−05:00 |                    |         |             | Manizales, Colombia | Manizales, Colombia |
| 19:00 UTC−05:00 | 19:00 UTC−05:00 |                    |         |             | Manizales, Colombia | Manizales, Colombia |